# Маягастах (озеро, исток Большой Балахни)
Маягастах — пресноводное озеро на севере Красноярского края России, располагается в юго-восточной части Таймырской низменности, к северо-западу от озера Кокора и к юго-востоку от озёр Долгое и Курулушка, примерно в 143 километрах северо-западнее села Хатанга.
Зеркало озера расположено на высоте 57 метров над уровнем моря. Площадь озера — 7 км². Площадь водосбора составляет 200 км². Береговая линия сильно изрезана. Водоём имеет форму неправильного овала, длина около 4,2 км, максимальная ширина в центральной части — 2,5 км.
В озеро на северо-западе впадает река Маягастах, вытекающая из соседнего озера Долгое (Эддитурку). Из озера Маягастах на северо-востоке вытекает река Большая Балахня, относящаяся к бассейну моря Лаптевых. На озере 11 островов, занимающих значительную площадь. Берега низкие, местами заболоченные, покрытые тундровой растительностью. Отмели по всему зеркалу водоёма.